# Yucatán, Veracruz
Yucatán är en ort i Mexiko.   Den ligger i kommunen Paso de Ovejas och delstaten Veracruz, i den sydöstra delen av landet, 290 km öster om huvudstaden Mexico City. Yucatán ligger 16 meter över havet och antalet invånare är 543.
Terrängen runt Yucatán är platt, och sluttar österut. Runt Yucatán är det ganska tätbefolkat, med 96 invånare per kvadratkilometer. Närmaste större samhälle är Cabezas, 3,7 km nordväst om Yucatán. Trakten runt Yucatán består till största delen av jordbruksmark.